# Sebastian Baumgart
Sebastian Baumgart (* 12. Oktober 1986 in Trier) ist ein deutscher Schauspieler und Sänger (Bariton).

## Leben
Baumgart, der in Merzig aufwuchs und das Peter-Wust-Gymnasium (Merzig) besuchte, wurde nach dem Abitur in Hamburg zum Musicaldarsteller ausgebildet.
Anschließend ging er nach München, um Schauspiel an der Bayerischen Theaterakademie August Everding in München zu studieren. Das Studium schloss er im Juli 2013 mit Diplom ab.
Während seines Studiums spielte er bereits in verschiedenen Aufführungen mit. Sein erstes fixes Engagement hat er seit 2013 am Theater Augsburg (Debütrolle: „Skinny“ in Im Dickicht der Städte von Bert Brecht).

## Rollen
- 2009: Dorian, das Musical (als Basil), Regie: Steffen Böye
- 2010: Minus Odysseus, Regie: Christopher Roth
- 2010: Was ihr wollt, Regie: Lena Kupatz
- 2011: Abu Hassan, Regie: Malte C. Lachmann
- 2011: Merlin oder Das wüste Land, Regie: Jochen Schölch
- 2011: Parzival, Regie: Manuel Schmitt
- 2012: Der einsame Weg, Regie: Johanna Wehner
- 2013: Die Bekenntnisse der Marion Krotowski, Regie: Christian Friedel
- 2013: Im Dickicht der Städte, Regie: Ofira Henig
- 2013: Ursprung der Welt, Regie: Ramin Anaraki
- 2014: Der gute Mensch von Sezuan, Regie:
- 2014: Die Banditen von Gerolstein, Regie: Paul-Georg Dittrich
- 2014: Philotas, Regie: Miriam Fehlke
- 2014: Verrücktes Blut, Regie: Ulf Goerke
- 2014: Sindbad, der Seefahrer, Regie: Marcus Mislin
- 2015: Die heilige Johanna der Schlachthöfe, Regie: Christian Weise
- 2015: Der Boxer. Die wahre Geschichte des Hertzko Haft, Regie: Susanne Reng
- 2016: Ein Sommernachtstraum, Regie: Christoph Mehler
- 2017: Der Traum eines lächerlichen Menschen, Regie: Richard Wagner
- 2017: Martin Luther & Thomas Münzer oder Die Einführung der Buchhaltung, Regie: Maik Priebe

## Filmografie
- 2007: Nitrogen
- 2011: Die Verführerin Adele Spitzeder
- 2012: Occupy History
- 2013: SOKO 5113, Folge 520: Seelenfresser
- 2014: Endspiel (Kurzfilm)
- 2014: Der Lehrer (Fernsehserie, 2 Folgen)